# Andriej Gawriłow (pianista)
Andriej Władimirowicz Gawriłow (ros. Андрей Владимирович Гаврилов, ur. 21 września 1955 w Moskwie) – rosyjski pianista. 
Jego pierwszym nauczycielem była matka (uczennica Heinricha Neuhausa). W 1961 rozpoczął studia pod kierunkiem Lewa Naumowa. W 1974 został laureatem Międzynarodowego Konkursu Muzycznego im. Piotra Czajkowskiego jako najmłodszy w historii (19 lat). 
Ma w dorobku wiele cenionych nagrań płytowych.